# Champagneux
Champagneux település Franciaországban, Savoie megyében. Lakosainak száma 671 fő (2022. január 1.). Champagneux Brégnier-Cordon, Murs-et-Gélignieux, La Balme, Loisieux és Saint-Genix-les-Villages községekkel határos.

## Népesség
A település népességének változása:
| Lakosok száma | 675  | 679  | 690  | 688  | 695  | 702  | 692  | 681  | 671  |
|               | 2013 | 2015 | 2016 | 2017 | 2018 | 2019 | 2020 | 2021 | 2022 |